# Hodonín (Blansko)
Hodonín (in tedesco Hodonin) è un comune della Repubblica Ceca facente parte del distretto di Blansko, in Moravia Meridionale.